# 1.º Ejército austrohúngaro
El 1.º Ejército (en alemán: k.u.k. 1. Armee) fue un nivel de mando de ejército de las fuerzas de tierra de Austria-Hungría durante la I Guerra Mundial. El ejército luchó en Galicia y la Polonia rusa en 1914-15 antes de ser brevemente disuelto en el verano de 1916. Poco después, fue recreado y enviado a luchar en la campaña rumana durante los siguientes dos años. El 1.º Ejército fue desmovilizado en abril de 1918 debido a sus fuertes pérdidas, tras la rendición de Rumania.

## Historia

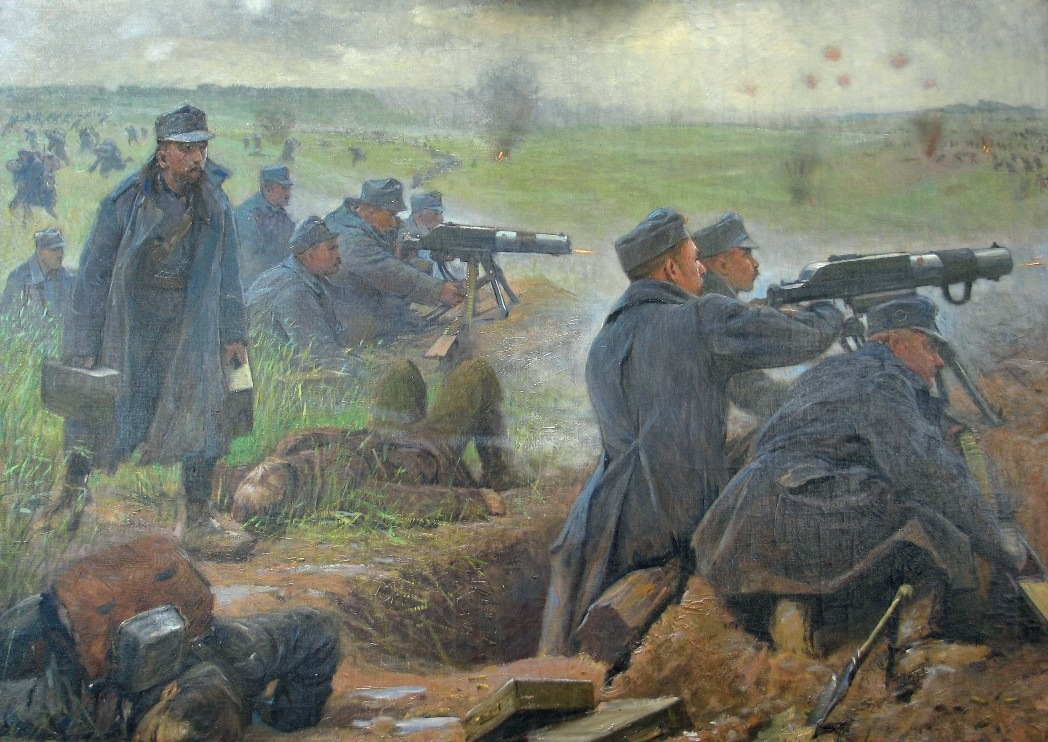
Pintura de soldados con metralleta del 1.º Ejército disparando contra el avance de fuerzas enemigas, 1915.

El 1.º Ejército fue formado en 1914 como parte de la movilización de Austria-Hungría tras su declaración de guerra a Serbia y Rusia, llevando a cabo los planes de preguerra para la formación de seis ejércitos de campo. Como todos los ejércitos de campo austrohúngaros, consistía de un cuartel general y varios cuerpos, junto con algunas unidades independientes. El 1.º Ejército fue puesto bajo el mando del General de Caballería Viktor Dankl von Krasnik y estaba compuesto del I, V y X Cuerpos, originales de Cracovia, Presburgo y Przemyśl, respectivamente. Bajo su mando, las unidades del 1.º Ejército lograron la primera victoria austrohúnara de la I Guerra Mundial durante la defensa de Galicia derrotando al 4.º Ejército ruso en la batalla de Krasnik el 23-25 de agosto de 1914. Sin embargo, debido a la situación crítica en otras partes del frente, Krasnik fue obligado a retirarse al sur junto al río Dunajec hacia el área del norte de Cracovia. Durante el invierno de 1914 el 1.º Ejército participó en la batalla del río Vístula en la Polonia rusa, alcanzando Ivangorod. En mayo de 1915, el General Krasnik fue transferido al frente italiano. Fue reemplazado por el general de Caballería Karl Kirchbach von Lauterbach durante un par de meses antes de que el mando del 1.º Ejército fuera dado al General de Artillería Paul Puhallo von Brlog. El 1.º Ejército no participó en la Ofensiva de Gorlice-Tarnów, permaneciendo en Volodymyr-Volynskyi durante ese tiempo.

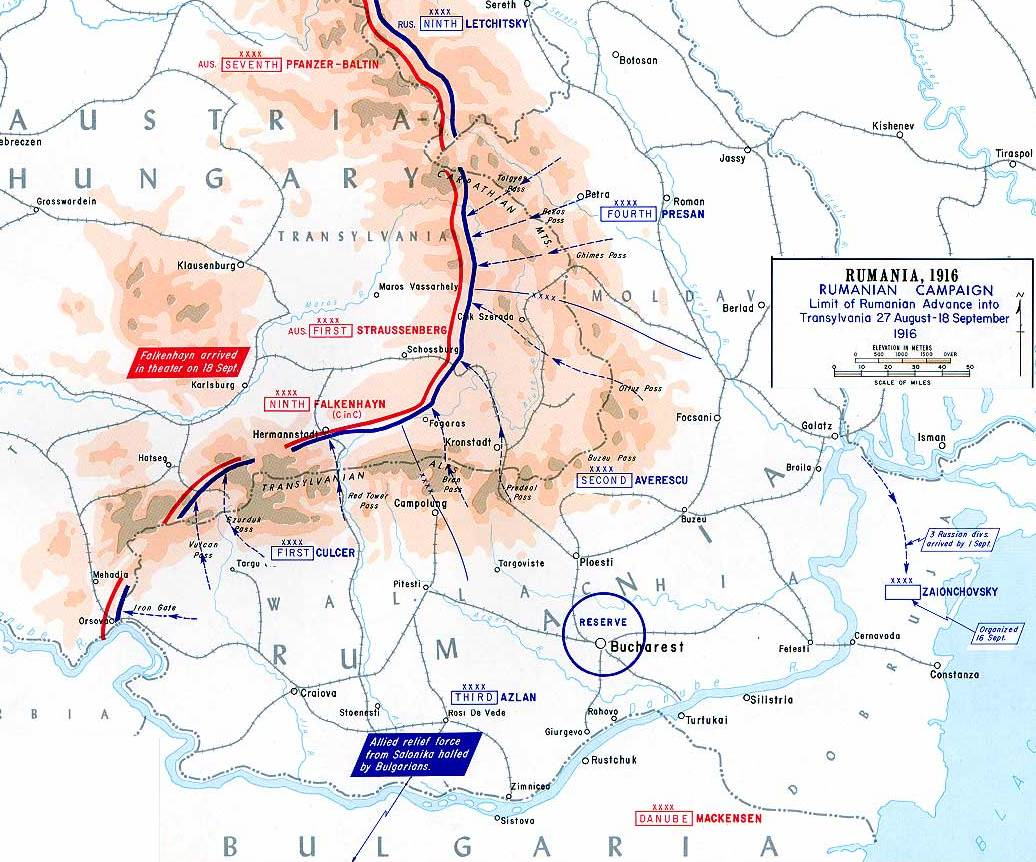
La posición del 1.º Ejército en Transilvania durante la invasión rumana, agosto de 1916.

Al final de esa operación el 1.º Ejército a las órdenes de Puhallo sitió las cabezas de puente en Sandomierz y Tarlo-Jozefow, asignado para ser parte del Grupo de Ejércitos Böhm-Ermolli durante la primera mitad de 1916. Fue transferido después a la región del río Bug y formó parte del Grupo de Ejércitos Linsingen, bajo el mando global de August von Mackensen, pero intervino poco hasta el fin de la Gran Retirada rusa, en cuyo punto las líneas de frente quedaron estáticas. En el verano de 1916, Puhallo y el 1.º Ejército fueron obligados a retirarse durante la Ofensiva Brusilov, y según el estado mayor, 
"el antiguo 1.º Ejército se disolvió en el curso de los acontecimientos por motivos de conveniencia y poco a poco se dividió entre los ejércitos vecinos, por lo que el cuartel general se volvió superfluo y se disolvió." En agosto, sin embargo, el 1.º Ejército fue formado de nuevo, esta vez bajo el mando del General de Infantería Arthur Arz von Straussenburg. Rumania también entró en la guerra durante ese mes, y el 1.º Ejército reformado de Straussenburg logró resistir el asalto rumano en Transilvania el 28 de agosto, a pesar de su inferioridad numérica. Continuó luchando junto al 9.º Ejército alemán, así como con tropas búlgaras y otomanas, durante los siguientes meses ya que las Potencias Centrales entraron en la propia Rumania y ocuparon una gran porción de esta. Durante ese tiempo estuvo subordinado al Grupo de Ejércitos Archiduque Carlos. Cuando el archiduque se convirtió en el emperador Carlos I de Austria-Hungría en noviembre, designó a Straussenburg para reemplazar a Franz Conrad von Hötzendorf como jefe de Estado Mayor general.
Como resultado, el Coronel General Franz Rohr von Denta se convirtió en el nuevo comandante del 1.º Ejército en febrero de 1917. El ejército permaneció en Rumania por la mayor parte del año y participó en la lucha continua contra fuerzas rumanas, subordinado al Frente de Ejército Archiduque José, incluida la Tercera batalla de Oituz. Las acciones durante el verano de 1917 cerca de Oituz, encabezadas por el VIII Cuerpo, resultaron en significativas bajas para el 1.º Ejército austrohúngaro, para solo avanzar 2-6 kilómetros. En febrero de 1918 estuvo subordinado al Frente de Ejércitos Kövess. La bajas autrohúngaras fueron extremadamente elevadas en el frente oriental, y el 1.º Ejército, golpeado por las bajas, tuvo que ser disuelto el 15 de abril de 1918, ya que la conclusión del tratado de paz con Rumania era inminente.

## Orden de batalla en formación
Con la movilización en agosto de 1914, el 1.º Ejército consistía de tres cuerpos, junto con tres divisiones y algunas unidades menores bajo el mando directo del cuartel general del ejército.
| Organización del 1.º Ejército en agosto de 1914 | Organización del 1.º Ejército en agosto de 1914 | Organización del 1.º Ejército en agosto de 1914 |
| Ejército                                        | Cuerpo                                          | División                                        |
| ----------------------------------------------- | ----------------------------------------------- | ----------------------------------------------- |
| 1.º Ejército                                    | I Cuerpo                                        | 5.ª División de Infantería                      |
| 1.º Ejército                                    | I Cuerpo                                        | 46.ª División de Infantería Landwehr            |
| 1.º Ejército                                    | V Cuerpo                                        | 14.ª División de Infantería                     |
| 1.º Ejército                                    | V Cuerpo                                        | 33.ª División de Infantería                     |
| 1.º Ejército                                    | V Cuerpo                                        | 37.ª División de Infantería del Honvéd          |
| 1.º Ejército                                    | X Cuerpo                                        | 2.ª División de Infantería                      |
| 1.º Ejército                                    | X Cuerpo                                        | 24.ª División de Infantería                     |
| 1.º Ejército                                    | X Cuerpo                                        | 45.ª División de Infantería Landwehr            |
| 1.º Ejército                                    | (Independientes)                                | 12.ª División de Infantería                     |
| 1.º Ejército                                    | (Independientes)                                | 3.º División de Caballería                      |
| 1.º Ejército                                    | (Independientes)                                | 9.ª División de Caballería                      |

## Orden de batalla en octubre de 1916
El 1.º Ejército consistía de las siguientes formaciones cuando estuvo en Rumania, a finales de octubre de 1916.
- XXI Cuerpo
- VI Cuerpo
- Grupo Stein 
  - 71.ª División de Infantería
  - 1.ª División de Caballería
  - 8.ª División Bávara de Reserva

## Orden de batalla en la Tercera batalla de Oituz
Para julio de 1917, el 1.º Ejército en Rumania estaba compuesto como sigue:
- Grupo Gerok
  - VIII Cuerpo
    - 70.ª División de Infantería
    - 71.ª División de Infantería
    - 117.ª División de Infantería Alemana
    - 7.ª División de Caballería
    - 8.ª División de Caballería
- VI Cuerpo
- Grupo Liposcék

## Comandantes
El 1.º Ejército tuvo los siguientes comandantes hasta su desmovilización en 1918.
| Desde                | Rango                 | Nombre                        |
| -------------------- | --------------------- | ----------------------------- |
| Agosto de 1914       | General de Caballería | Viktor Dankl von Krasnik      |
| 23 de mayo de 1915   | General de Caballería | Karl Kirchbach auf Lauterbach |
| 10 de junio de 1915  | General de Artillería | Paul Puhallo von Brlog        |
| 16 de agosto de 1916 | General de Infantería | Arthur Arz von Straussenburg  |
| Febrero de 1917      | Coronel General       | Franz Rohr von Denta          |

## Jefes de Estado Mayor
El 1.º Ejército tuvo los siguientes jefes de Estado Mayor hasta su desmovilización en 1918.
| Desde                | Rango         | Nombre                          |
| -------------------- | ------------- | ------------------------------- |
| Agosto de 1914       | Mayor General | Alfred Kochanovsky von Korwinau |
| Abril 1916           | Mayor General | Hermann Sallagar                |
| 16 de agosto de 1916 | Coronel       | Josef Huber von Szekelyföld     |